# Campeonato Europeo de Curling Masculino de 1997
El XXIII Campeonato Europeo de Curling Masculino se celebró en Füssen (Alemania) entre el 6 y el 13 de diciembre de 1997 bajo la organización de la Federación Mundial de Curling (WCF) y la Federación Alemana de Curling.
Las competiciones se realizaron en el Bundesleistungszentrum de la ciudad alemana.